# Róbert Szelepcsényi
Róbert Szelepcsényi (* 19. August 1966 in Žilina) ist ein slowakischer Informatiker ungarischer Abstammung.

## Leben und Werk
Szelepcsenyi, der Sohn des Musikers Jan Szelepcsenyi (* 1937),  bewies als Student an der Comenius-Universität in Bratislava 1987 unabhängig von Neil Immerman den Satz von Immerman und Szelepcsényi in der Komplexitätstheorie, wofür beide 1995 den Gödel-Preis erhielten. Der Satz besagt, wenn eine Entscheidungsproblem durch eine nicht-deterministische Maschine mit logarithmisch beschränktem Speicherraum gelöst werden kann, auch das komplementäre Problem (mit vertauschten ja/nein Antworten) von einer solchen Maschine gelöst werden kann. Für die zeitliche Komplexität ist das Problem ungelöst (2018) und es wird allgemein vermutet, dass ein entsprechender solcher Satz in diesem Fall nicht gilt. 
1993 erhielt er einen Masterabschluss an der University of Rochester, war an der Universität Chicago  und war Ende der 1990er Jahre an der Slowakischen Akademie der Wissenschaften.